# 로버트 로드리게스
로버트 로드리게스(Robert Rodriguez, 1968년 6월 20일 ~ )는 미국의 영화 감독, 각본가, 프로듀서, 촬영 감독, 편집자이다. 작품들은 고향 텍사스와 멕시코에서 많이 촬영하고 제작하였다.

## 필모그래피
- 엘 마리아치 (1992)
- 데스페라도 (1995)
- 포 룸 (1995)
- 황혼에서 새벽까지 (1996)
- 패컬티 (1998)
- 스파이 키드 (2001)
- 스파이 키드 2: 잃어버린 꿈들의 섬 (2002)
- 원스 어폰 어 타임 인 멕시코 (2003)
- 스파이 키드 3D: 게임 오버 (2003)
- 샤크보이와 라바걸의 모험 3-D (2005)
- 씬 시티 (2005)
- 플래닛 테러 (2007)
- 쇼츠 (2009)
- 마셰티 (2010)
- 스파이 키드 4: 올 더 타임 인 더 월드 (2011)
- 마세티 킬즈 (2013)
- 씬 시티: 다크히어로의 부활 (2014)
- 알리타: 배틀 엔젤 (2018)
- 레드 11 (2019)
- 오늘부터 히어로 (2020)
- Happier Than Ever: LA로 보내는 러브레터 (2021)
- 힙노틱 (2023)
- 스파이 키드: 아마겟돈 (2023)

## 같이 보기
- 도그마 95